# Larrión
Larrión (Larrion en euskera) es un concejo de la Comunidad Foral de Navarra perteneciente al municipio del valle de Allín del cual es la capital. Está situado en la Merindad de Estella, en la comarca de Estella Oriental y a 50 km de la capital de la comunidad, Pamplona. En 2020 tenía una población de 154 habitantes.
La localidad está compuesta por dos zonas diferenciadas, comúnmente llamadas «el pueblo» y «la venta». La primera es el casco urbano con más densidad de construcciones, y por ella pasa la carretera  NA-7138  que recorre el valle. La segunda es la que abraza a la carretera  NA-718 , que une a Estella con Urbasa, y se llama «la venta» porque antiguamente existía un local de venta y herrería, que ahora es un bar-restaurante.

## Topónimo
Larrión viene de los términos euskéricos larre ‘pasto’ y on ‘bueno’. Este mismo significado es compartido por otro pueblo cercano llamado Larraona. 

## Demografía
| 2000 | 2001 | 2002 | 2003 | 2004 | 2005 | 2006 | 2007 | 2008 | 2010 |  |
| ---- | ---- | ---- | ---- | ---- | ---- | ---- | ---- | ---- | ---- |  |
| 161  | 160  | 162  | 160  | 160  | 149  | 145  | 146  | 141  | 135  |  |

Evolución de la población desde 2000 hasta 2018
Año	Hombres	Mujeres	Total
2018	83	71	154
2017	86	70	156
2016	87	67	154
2015	83	67	150
2014	83	70	153
2013	82	73	155
2012	75	72	147
2011	73	64	137
2010	72	63	135
2009	74	66	140
2008	76	65	141
2007	78	68	146
2006	75	70	145
2005	76	73	149
2004	83	77	160
2003	83	77	160
2002	83	79	162
2001	83	77	160
2000	83	78	161

## Servicios
Cuenta con farmacia.

## Cultura

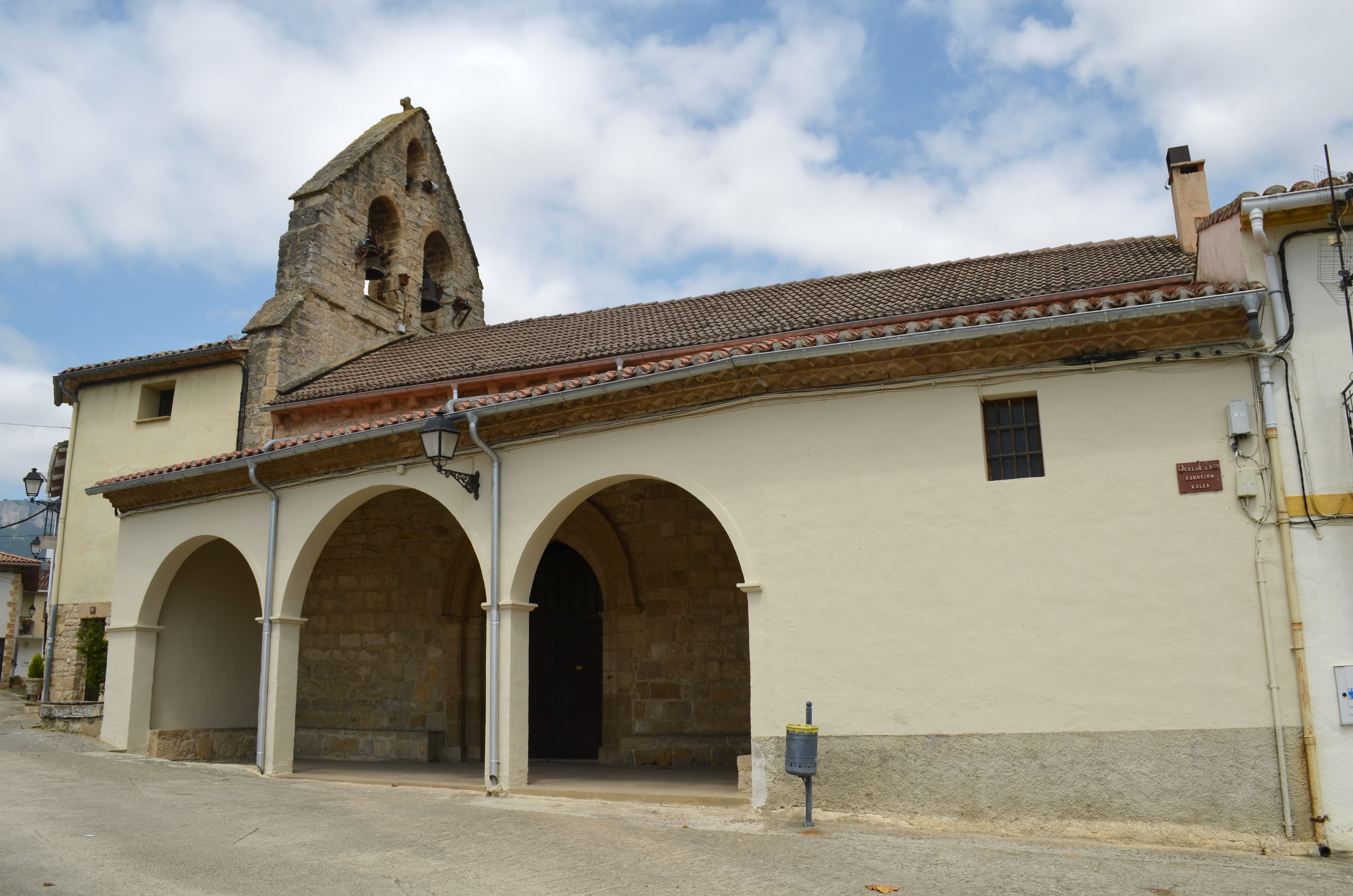
Iglesia de la Asunción

### Arte
- Iglesia de la Asunción.

### Fiestas patronales
Sus fiestas patronales coinciden con la Virgen de la Asunción y San Roque los días 15 y 16 de agosto respectivamente.

### Plataforma Patrimonio Navarro
Como concejo del Valle de Allín está adscrito a la Plataforma por el Patrimonio Navarro - Ekimena, cuyo objetivo es el estudio de la legalidad respecto a las apropiaciones realizadas por la diócesis navarra en los últimos años.

## Ocio

### Escalada
En las peñas de Larrión (Lazkua, Altikogaña, Bargagorría y San Fausto) existe una de las mayores zonas de escalada de Navarra con más de 200 vías verticales. Cuenta con varios niveles, desde principiantes (4b) hasta escaladas más exigentes (8b) y es muy conocida en círculos de aficionados a la montaña de todo el estado.

### Bar Venta de Larrión
Este bar es uno de los lugares más concurridos tanto por lugareños como por extraños. Es la zona más conocida del pueblo en los alrededores debido a la celebración en él de numerosas celebraciones y eventos que llenan de vida el lugar.

### Ludoteca
Cuenta con una ludoteca de reciente creación que hace de centro de diferentes actividades dedicadas tanto a jóvenes como a adultos y ancianos.

### Sociedad gastronómica
Existe una sociedad gastronómica donde los jóvenes hacen sus cenas y pasan un buen rato a lo largo del año.

### Frontón
En el centro del casco urbano se encuentra el frontón "El Rebote" en cuyo frontis se puede leer la frase:
"Quien aquí benga [sic] a jugar, 
debe presente tener, 
hablar bien y no jurar, 
pagar si llega a perder"
También, a pocos metros, en el cercano pueblo de Amillano, existe un nuevo frontón con un gran mural y rocódromo, pista de fútbol sala y baloncesto, parque infantil.

### Río Urederra
Existe un paseo fluvial con un merendero que dispone de varias mesas, fuente, barbacoa y campo de fútbol. Suelen visitarlo grupos de personas que van a pasar unas horas mientras comen, se dan un baño y juegan.